# Mathias Schneider

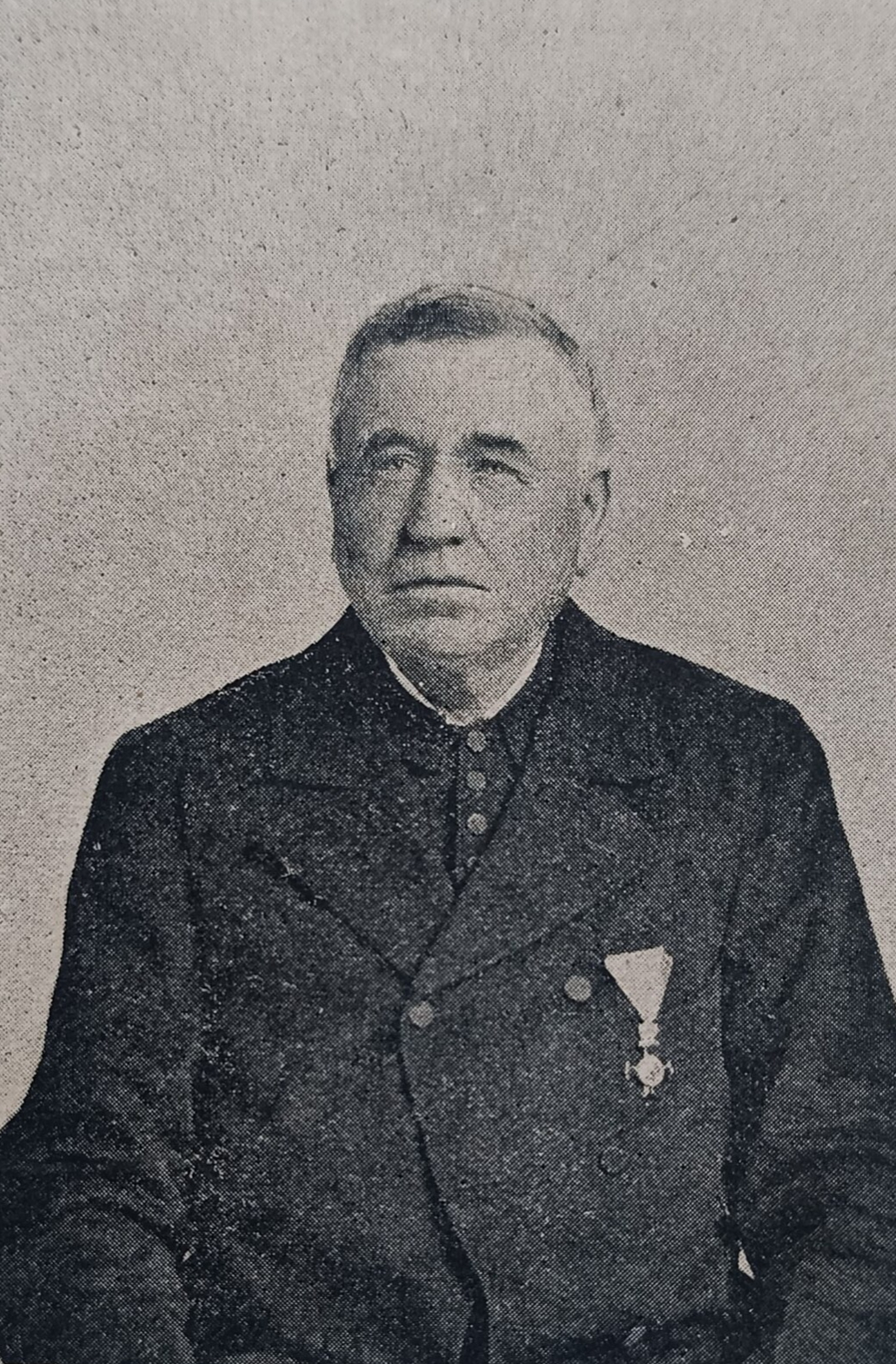
Der Karlsdorfer Richter Mathias Schneider um 1902 mit der höchsten Klasse des österreich-ungarischen Zivil-Verdienstkreuzes

Mathias Schneider (* 15. Oktober 1834 in Karlsdorf; † 2. Februar 1917) war ein ungarndeutscher Richter, der als Wortführer einer donauschwäbischen Deputation großen Anteil an der Auflösung der Banater Militärgrenze 1872/73 hatte. Er wurde 1871 in Karlsdorf (heute Banatski Karlovac, Gemeinde im Bezirk Južni)
zum Richter gewählt und war dort nach dem Ende der Militärverwaltung bis 1875 die erste Person, die ein konstitutionelles Richteramt bekleidete.

## Jugend
Bereits in sehr jungen Jahren wurde Mathias Schneiders diplomatisches Geschick gerade in heiklen Konfliktsituationen deutlich. So gelang es ihm mittels einer List, die Gefangennahme seines Vaters durch serbische Truppen zu verhindern. Sein Vater, Franz Schneider, galt in Karlsdorf als Mann des Volkes. Dieser hatte 30 Schwarzenberger Ulanen bewirtet und stand deshalb als Freund der Ungarn im Ruf, mit denen sich die Serben in einer Reihe von militärischen Auseinandersetzungen befanden. Am 2. Juli 1848 zog von Alibunar aus eine größere serbische Truppe gegen Karlsdorf, um Franz Schneider deshalb gefangen zu nehmen. Franz Schneider war gewarnt, konnte sich rechtzeitig auf dem Dachboden verstecken und sein 14-jähriger Sohn Mathias empfing die serbischen Militärs, zumal er sie als Alibunarer Schüler persönlich kannte. Er log die Soldaten an, sein Vater sei nach Wertschetz gereist und könne jeden Augenblick zurückkommen. Unter diesem Vorwand bewirtete er die Serben taktisch mit Speck und einer beträchtlichen Menge Wein und da die Soldaten seinen Vater nicht finden konnten, ließen sie diesem ausrichten, er solle in Zukunft keine Ungarn mehr bewirten. Danach konnten die Soldaten gesichtswahrend nach Alibunar zurückkehren.

## Politische Betätigung im Auftrag der österreichisch-ungarischen Krone

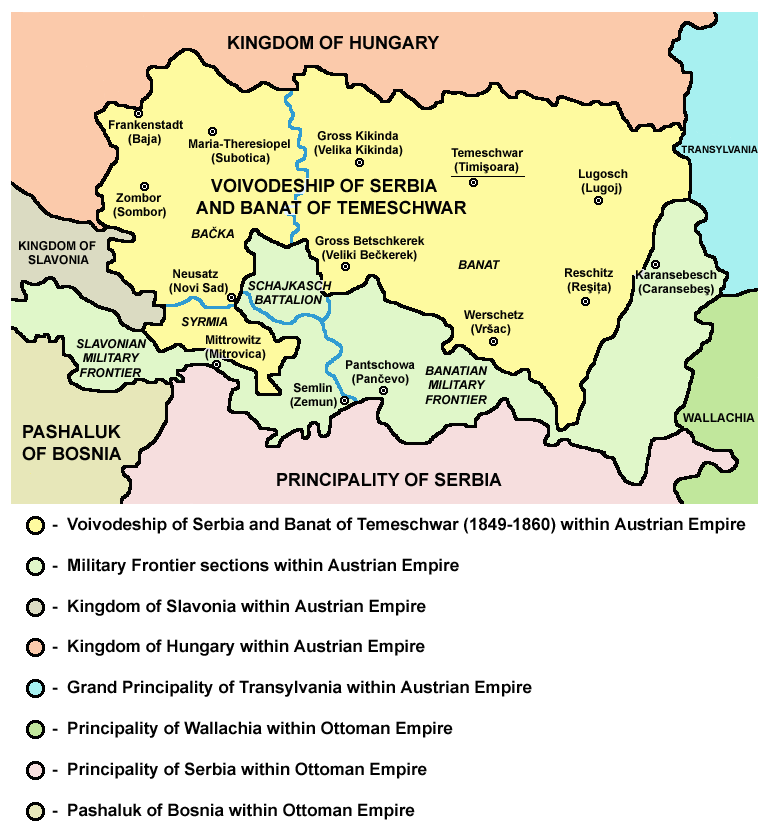
Karte der Banater Militärgrenze im Jahr 1849

Die Banater Militärgrenze wurde 1871/72 nicht ohne den Unmut der Teile der Bevölkerung, die einen Verlust ihrer Privilegien fürchteten, aufgelöst. Anzunehmen ist allerdings, dass etliche Einwohner des Grenzgebiets unter dem nach der Ungarische Revolution 1848/1849 eingeführten strengen Regiment der Militärverwaltung litten. So öffnete das spezielle Militärstrafrecht der Region willkürlichen und raschen Gerichtsurteilen Tür und Tor; Petitionen waren zudem nur in mündlicher Form zugelassen. Geldstrafen als mildere Strafmaßnahmen gab es nicht, dafür nur Haft- und Körperstrafen. Der Delinquent wurde nach erfolgtem Urteil sogleich von einer Patrouille abgeführt. Lebenslängliche Kerker- oder Todesstrafen mussten hingegen vom Kriegsministerium in Wien bestätigt werden. Trotz der Militärstrafgesetzgebung wurden die Richter der Gemeinden von der Bevölkerung gewählt. So wurde Mathias Schneider 1871 noch unter den alten gesetzlichen Rahmenbedingungen zum Richter in Karlsdorf ernannt und war als Mann in seinen Dreißigern prädestiniert, das junge bürgerliche Gesicht des angestrebten Wandels zu verkörpern.
Am 12. Mai 1872 reiste Kaiser Franz Joseph I. nach Weisskirchen, um die beschlossene Auflösung der Militärgrenze offiziell zu verkünden. Begleitet wurde er vom ungarischen Ministerpräsidenten Graf Menyhért Lónyay, dem Landesverteidigungsminister Ungarns Gedeon Ráday sowie den Juristen Ferenc Deák und Zsigmond Ormós. In Weißkirchen wurde der Kaiser vom königlichen Kommissär Freiherrn Anton von Scudier empfangen.
Der Hintergrund für den royalen Auftritt scheint der Widerstand innerhalb der Grenzoffizierskreise gegen die Vollstreckung der Auflösungsverordnung gewesen zu sein. Zumindest war Franz Joseph I. zu Ohren gekommen, dass die Bevölkerung der Grenzregion gegen eine Auflösung der Militärgrenze sei, weshalb er mit dieser in Kontakt kommen wollte. Die unzufriedenen Offiziere beabsichtigten infolgedessen gar, die serbische Bevölkerung dazu zu bewegen, eine größere Deputation vor dem Monarchen erscheinen zu lassen, um das Vorhaben zu verhindern. Scudier behalf sich vor diesem Hintergrund damit, selbst eine Deputation von 24 Karlsdorfer Landwirten zu schicken und Schneider als Wortführer der deutschen Gemeinden des Banats einzusetzen.
Als die festlich gekleidete Deputation am 12. Mai 1872 zum Aufenthaltsort des Kaisers aufgebrochen war, soll es zu emotionalen Szenen gekommen sein. Beim Pulverturm der Stadt Weisskirchen hatten 30–40 Offiziere Stellung genommen, um die Deputation banater Schwaben notfalls mit Gewalt aufzuhalten. Der das Militär kommandierende General zwang Schneider dazu, vom Wagen abzusteigen und forderte den Richter mit Nachdruck dazu auf, für ein Fortbestehen der Militärgrenze einzutreten. Hierfür wollte der General dem Richter sogar die Worte der Rede, die Schneider vor dem Monarchen halten sollte, in den Mund legen. Schneider solle beim Kaiser deutlich machen, dass bei einer Auflösung der Militärgrenze ansonsten „Blut für Blut fliessen“ würde und der General und dessen Leute dennoch Soldaten bleiben würden. Nachdem Schneider den General angehört hatte, entgegnete der Richter der Überlieferung zufolge mit Verve: „Nein! Die Militär-Herrschaft muss ein Ende nehmen!“ Offenbar hatte dies Eindruck gemacht und so soll der General seinen Federhut auf den Boden geworfen haben, sodass die Deputation trotz der sich zum Kampf bereitmachenden Offiziere unbehelligt passieren konnte.
Vor dem Weisskirchener Stadthaus, wo sich gegen 9:00 Uhr morgens aufgrund der Ankunft des Kaisers um diese Uhrzeit bereits eine große Menschenmenge versammelt hatte, konnte nun die Proklamation über die Auflösung der Militärgrenze erfolgreich vollzogen werden.
Freiherr Scudier rief aus einem Fenster des Stockes den Karlsdorfern zu, wodurch die Offiziere, die sich nun auch dort positioniert hatten, die Deputation abermals passieren ließen. Scudier stellte, Schneider an der Spitze, die banater Schwaben im großen Saal des Stadthauses auf und dahinter die serbische Deputation von 54 Gemeinden. Scudier erstattete dem Monarchen in einem Hinterzimmer Bericht, worauf dieser auf der Bildfläche erschien und  Mathias Schneider eine Dankesrede für die Auflösung der Militärgrenze an ihn richtete, die in einer Bestätigung der Verordnung vonseiten des Kaisers endete. Als Franz Josef I. wieder in sein Zimmer zurückgekehrt war und „den auf den Vollzug der Auflösung“ sich beziehenden „königlichen Befehl“ unterzeichnet hatte, löste sich die versammelte Menschenmenge der Serben auf. Es ist überliefert, dass Graf Lónyay wiederholt auf die Schulter Schneiders geklopft habe, „weil er seine Rolle gut abspielte“.
Scudier wurde nun mit der Abwicklung der Militärgrenze betraut. Er pensionierte oder versetzte die Offiziere – auch auf Bitte Schneiders, der sich von diesen bedroht sah. Ferner zog der königliche Kommissär die Waffen der Grenzer ein und hob die Militärverwaltung auf. Als die Grenzverwaltung schließlich am 24. August 1873 offiziell und endgültig ihr Ende fand, feierten die dafür Verantwortlichen ihr abgeschlossenes Werk der Eingliederung der Militärgrenze in die Zivilverwaltung mit einem Festakt:

„An diesem Tage erschien Morgens um 1/2 11 Uhr in Karlsdorf Freiherr Scudier, Obergespan Ormós und noch viele Andere im Saale des Ewinger'schen Gasthauses, allwo Freiherr Scudier als königl. Commisär, von Seite der Grenzer an Mathias Schneider, von Seite des Temeser Comitates an Obergespan Ormós eine Rede hielt und hierauf die That der Uebergabe [der Grenzregion an das Mutterland] verkündete. Ormós reichte Schneider die Hand, Freiherr Scudier salutirte mit gezogenem Säbel und goss ein Gläschen Wein aus, um hiemit den, auf die Uebergabe des grossen Landbesitzes Bezughabenden Vertrag zu bekräftigen, worauf mit zwei Gläser der Herr und der Bauer anstiessen. Ormós hielt nach dem eine grossartige Rede. Zu Mittag fand in Karlsdorf ein 80-gedeckiges Ehren-Mittagmahl statt, an welchem sich Franz Bessenyei, Ladislaus Dobó u. v. a. m. theilnahmen.“

Schneider – fortan konstitutioneller Richter – wurde vom Kaiser für sein Engagement bei der Auflösung der Banater Militärgrenze auf Scudiers Vorschlag hin mit dem „Goldenen Verdienstkreuz mit der Krone“ ausgezeichnet.